# Cmentarzysko słoni
Cmentarzysko słoni – fikcyjne miejsce, do którego, według legendy, stare słonie instynktownie zmierzają, kiedy osiągną odpowiedni wiek, a następnie umierają tam samotnie, z dala od grupy.

## Pochodzenie
Istnieje kilka teorii na temat pochodzenia terminu. Jedna z nich mówi o ludziach, którzy znajdowali leżące w jednym miejscu szkielety słoni lub obserwowali stare słonie i szkielety słoni w tym samym miejscu, jak to sugeruje Kenneth Armitage. Inni, na przykład Enrico Brühl, twierdzą, że termin może pochodzić od miejsca, w którym znaleziono martwe słonie (dokładnie 27 szkieletów Palaeoloxodon antiquus w Saksonii-Anhalcie). Słonie te nie miały siekaczy, co wskazywałoby na to, że jakiś myśliwy zabił wiele słoni w jednym miejscu, bądź że padlinożercy usunęli ciosy słoni zmarłych śmiercią naturalną.
Inne teorie skupiają się na zachowaniu słoni – według jednej z nich, gdy te trąbowce głodują, wszystkie zbierają się w miejscu, gdzie znalezienie jedzenia jest łatwiejsze, po czym tam umierają. Rupert Sheldrake zauważył, że szkielety grup słoni są zwykle odnajdywane blisko stałych źródeł wody. Zasugerował, że słonie, gdy są niedożywione, instynktownie poszukują źródeł wody w nadziei na poprawienie swojego stanu zdrowia. Słonie, które nie utrzymują odpowiedniego poziomu cukru, zapadają w śpiączkę i umierają. Stare słonie, których zęby się zużyły, poszukują źródeł wody i w końcu umierają blisko nich.

## W kulturze masowej
Mit o cmentarzysku słoni został rozpowszechniony przez filmy takie jak Trader Horn z 1931 roku czy serię filmów o Tarzanie z Johnnym Weismullerem (Tarzan the Ape Man, 1932), w których grupy chciwych odkrywców próbują dotrzeć do cmentarzyska słoni w celu pozyskania kości słoniowej.
Inne przykłady odwołań:
- w disneyowskim filmie Król lew i jego remake’u z 2019 roku cmentarzysko słoni jest siedliskiem hien; mimo ostrzeżeń Mufasy zapuszcza się nań Simba, podpuszczony przez Skazę. Tam razem z Nalą i Zazu zostaje zaatakowany przez hieny; udaje im się przeżyć tylko dzięki nagłemu pojawieniu się ojca, który przepędza hieny. W późniejszej części filmu Skaza organizuje na cmentarzysku armię hien.
- w jednym z odcinków Prawdziwych przygód Jonny’ego Questa „Ndovu’s Last Journey” (1996) Jonny pomaga staremu słoniowi osiągnąć cmentarzysko;
- cmentarzysko słoni pojawia się w komiksie Asteriks u Reszehezady (1987);
- brytyjski zespół muzyczny The Boomtown Rats nagrał piosenkę pt. „The Elephant’s Graveyard”, która pojawiła się na płycie Mondo Bongo (1981);
- w grze komputerowej World of Warcraft pojawia się cmentarzysko kodo, swoisty odpowiednik cmentarzyska słoni;
- w książce Koniec Świata i Hard-boiled Wonderland (1985) Haruki Murakami omawia koncepcję duszy i tożsamości jako cmentarzyska słoni;
- w kolekcjonerskiej grze karcianej Magic: The Gathering, w edycji „Arabian Nights”, występuje karta cmentarzysko słoni;
- w serii powieści Jamesa Gurneya Dinotopia dinozaury często udają się do miejsca zwanego „The World Beneath” (dosł. „pod ziemią”), aby tam umrzeć.
- w epopei Pan Tadeusz (Ks. IV w. 530 i dalsze) Adam Mickiewicz wspomina o cmentarzyskach zwierząt; nie wymienia słoni, jednak pisze o wielu gatunkach zwierząt, które według niego mają swoje wspólne „smętarze”.